# Zelotes tragicus
Zelotes tragicus är en spindelart som först beskrevs av O. Pickard-Cambridge 1872.  Zelotes tragicus ingår i släktet Zelotes och familjen plattbuksspindlar. Inga underarter finns listade i Catalogue of Life.